# لیتل استوور

لیتل استوور یکی از شاخه‌های رودخانه استوور در کنت، انگلستان است